# Плевра
Плеврата (на латински: Pleura) представлява серозна ципа, която покрива белия дроб отвън и вътрешната стена на гръдния кош.
Плеврата представлява серозна ципа, съставена от два листа: висцерален и париетален, между които се ограничава плевралната кухина. Висцералният лист покрива белия дроб. Париенталният лист се прехвърля върху гръдната стена и диафрагмата и се дели на ребрена, диафрагмална, медиастинална плевра и плеврален купол на белодробния връх. Между всеки бял дроб се образува отделна плеврална кухина, която съдържа малко количество плеврална течност, улесняваща плъзгането при дихателните движения на белия дроб. Границите на белите дробове се определят спрямо скелета на гръдния кош. Освен костни точки, използват се и някои вертикални условни линии - медиоклавикуларна, аксиларна, скапуларна. Средостението 'Mediastinum' представлява пространството между двата бели дроба и се ограничава от плеврата. Отдолу то е преградено от диафрагмата, а от горе през горния отвор на гръдния кош, се свързва с шията. Разделя се на горен и долен медиастинум. Долният медиастинум се разделя на преден, среден и заден.